# Antoni Aulèstia Pijoan
Antoni Aulèstia Pijoan (Reus, Baix Camp, 17 de gener de 1849 - Barcelona, 10 de març de 1908) fou un escriptor i historiador català. Va estudiar a Reus i Barcelona.

## Biografia
Fill de Prudenci Aulèstia Pellicer metge de professió natural de Porrera i de Maria Pijoan Miracle natural de Reus. De ben jove milità en el catalanisme, formà part de la Jove Catalunya (en fou cofundador el 1870) i fou president de l'Associació Catalanista d'Excursions Científiques. El 1877 fou membre de l'Acadèmia de Bones Lletres de Barcelona i col·laborà a les revistes Lo Gai Saber (n'era corresponsal a Reus), La Renaixença i a l'Àlbum Pintoresc Monumental de Catalunya, sobretot amb articles sobre temes històrics. Fou algunes vegades nomenat mantenidor dels Jocs Florals de Barcelona. Va ser un dels fundadors de La Jove Catalunya i també de l'Associació Catalanista d'Excursions Científiques i president de l'Acadèmia de les Bones Lletres i de l'Ateneu Barcelonès
Va escriure un gran nombre d'obres, entre elles Memoria histórica de los catalanes que intervinieron en el descubrimiento de América (premiada als Jocs Florals de 1876). La seva obra mestra fou Història de Catalunya, dos volums en català publicats el 1887 i 1889, que van ser la primera història del Principat que es va escriure a l'edat contemporània (des del Barroc no se n'havia fet cap més). Aulèstia va escriure-la d'acord amb la filosofia de Valentí Almirall. El 1922 Ernest Moliné i Brasés va reeditar-la i annotar-la. Algunes de les seves obres descriuen els grans monuments catalans com el Monestir de Poblet, el Gran Saló de la Llotja, el Monestir de Sant Cugat del Vallès, Bell-lloc i d'altres paratges. Les obres menors d'Aulèstia no arribaven a ser monografies exhaustives sinó breus històries amb un estil narratiu i encara romàntic que tenien per objectiu una formació ideològica del poble.
Hom l'havia considerat un simple divulgador de la tasca arxivística d'Antoni de Bofarull i de les idees polítiques de Víctor Balaguer, però avui dia se li reconeix la plena autoria intel·lectual i crítica del seu treball. De fet, tot i respectar el romanticisme que el va precedir, creia que calia encaminar-lo cap a les tendències empiristes modernes i rigoroses per tal de poder restaurar una nova Catalunya. Aulèstia creia en les teories del positivisme que afirmaven que el medi natural i la composició ètnica eren els elements fonamentals que determinaven la història d'un país. Treia importància a la manca d'unitat política que ha caracteritzat el poble català al llarg de la història, i en canvi afirmava que era la llengua catalana l'element definitori.
Va escriure nombrosos discursos i memòries i fou un dels encarregats per la junta permanent d'Unió Catalanista de redactar les Bases de Manresa de 1892. A la seva mort, la seva biblioteca va ser cedida a l'Institut d'Estudis Catalans. La ciutat de Reus el va nomenar fill il·lustre.

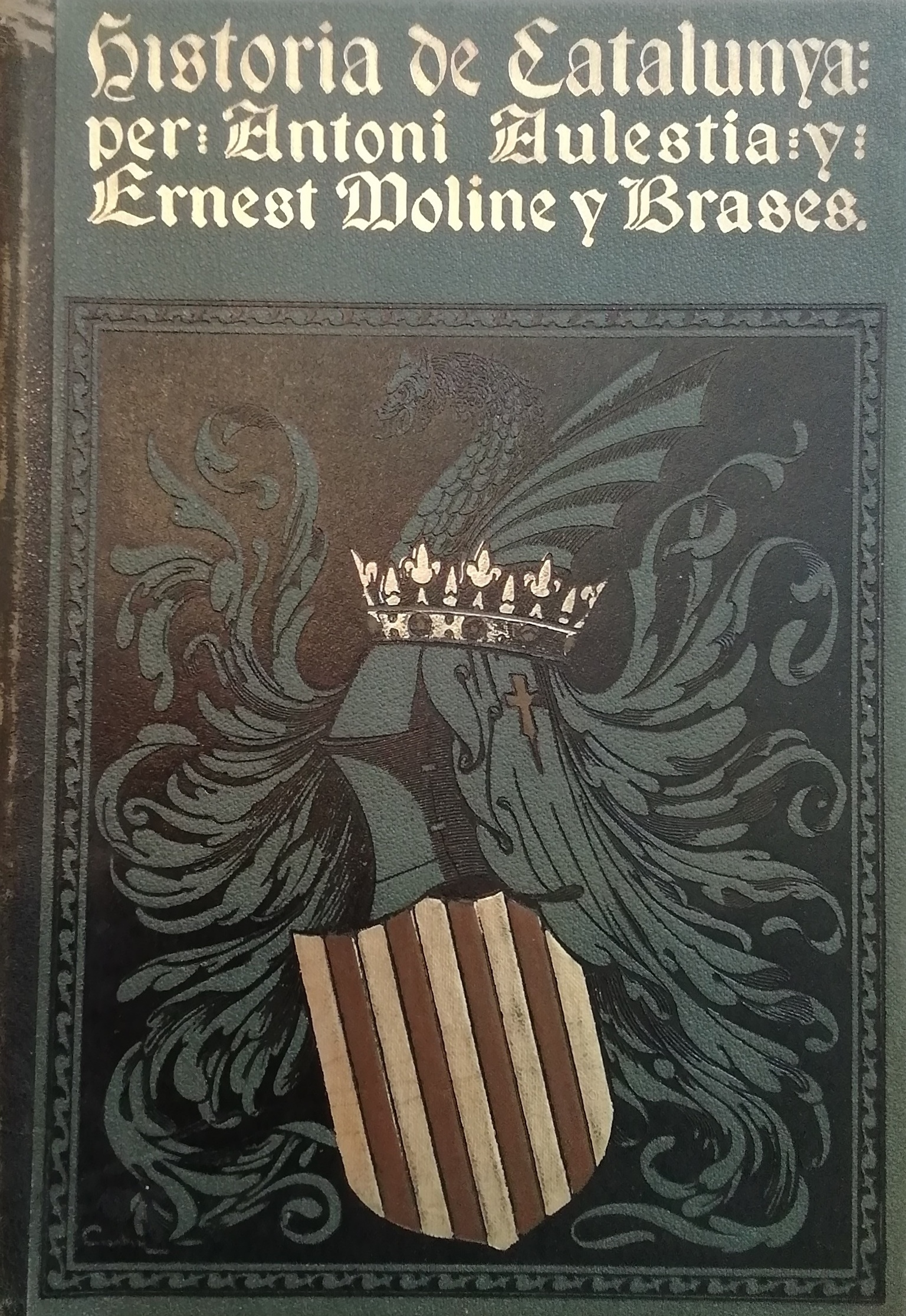
Història de Catalunya per Antoni Aulèstia i Ernest Moliné (ca.1896)

## Obres
- La tradició literària catalana en los segles XVII i XVIII (1873)
- Notícia general de la prosa catalana des de sa aparició fins a terminar lo segle XVI (1874)
- Quadros d'història catalana. Barcelona: Estampa de La Renaixensa, 1876
- Notícia històrica dels catalans que intervingueren en la descoberta d'Amèrica (1876)
- Lo moviment literari català (1875-1878)
- Barcelona: ressenya històrica. Barcelona: Estampa de La Renaixensa, 1878
- Associació Catalanista (1883).
- Història de Catalunya. Barcelona: Impremta La Renaixensa, 1887- 1889. 2 volums
- Història de Catalunya. Barcelona: Centre Editorial Artistich de Miquel Seguí, 1896. Segon volum
- Les gestes del rei en Jaume en el Puig de Santa Maria. Barcelona: Ilustració Catalana, 1908.
- Aulèstia i Pijoan, Antoni. Estudis històrichs : monografíes, discursos, articles.  Barcelona: Ilustració Catalana, 1908. OCLC 802577030.